# Ахмад Юсоф
Ахмад Юсоф (малай. Ahmad Yusof, нар. 8 серпня 1960, Баян-Лепас) — малайзійський футболіст, що грав на позиції півзахисника за клуби «Пінанг» і «Паханг». Він також працював футбольним тренером.

## Футбольна кар'єра

### Ігрова кар'єра
Ахмад Юсоф як футболіст грав у клубах «Пінанг» і «Паханг» у Кубку Малайзії та Малазійській лізі з кінця 1970-х до 1990-х років. У складі національної збірної Малайзії він виграв золоту медаль на Іграх Південно-Східної Азії 1989 року. Ахмад також був капітаном національної збірної. У лютому 1999 року Азійська футбольна конфедерація визнала досягнення Ахмада Юсофа, що він зіграв за збірну країни 103 рази (матчі, включаючи олімпійську кваліфікацію, проти національної футбольної команди B, клубної команди та відбіркові турніри), 92 матчі проти повноцінної національної збірної. Таким чином, Азійська конфедерація футболу включила Ахмада Юсофа до клубу «AFC Century Club» у 1999 році.

### Тренерська кар'єра
Ахмад Юсоф привів клуб «Сайм Дарбі» до перемоги в сезоні малайзійської ФАМ-ліги 2017 року. Це був його перший титул як головного тренера.

## Титули і досягнення

### Як гравця
- Чемпіон Малайзії (4):

«Пінанг»: 1982
«Паханг»: 1987, 1992, 1995
- Володар Кубка Малайзії (1):

«Паханг»: 1992
- Володар Суперкубка Малайзії (2):

«Паханг»: 1992, 1993
- Чемпіон Ігор Південно-Східної Азії: 1989
- Переможець Кубка Мердека: 1986, 1993

### Як тренера
- Переможець Малайзійської ФАМ ліги (1):

«Сайм Дарбі»: 2017